# Мълнии на Кататумбо
Мълниите на Кататумбо (на испански: Relámpago del Catatumbo) е природно явление, възникващо над мястото на вливане на река Кататумбо в езерото Маракайбо (Южна Америка). Счита се за най-големия източник на озон на планетата. 
Феноменът възниква на височина около 5 км и е без съпровождащите акустични ефекти. Мълниите възникват през нощта и продължават около 10 часа, през 140 – 160 нощи през годината, при което се произвеждат около 280 светкавици на час, с интезитет над 400 000 ампера.
Бурите се причиняват от сблъсъка между облаците заради силния вятър, идващ от Андите. Метанът от разлагащата се органична материя в блатото е по-лек от въздуха и се издига в облаците, като така подхранва бурите.
Мълниите са видими на разстояние от 400 км и често са използвани за ориентир от моряците, поради което явлението е известно под названието „Фарът на Маракайбо“.
Местните защитници на околната среда считат, че тази уникална област трябва да се намира под защита на ЮНЕСКО, тъй като възстановява озоновия слой на планетата.